# The indecision alarm
The Indecision Alarm är ett svenskt punkband som bildades våren 2006 i Katrineholm i Södermanland. Medlemmarna har tidigare spelat i olika band, som till exempel Adhesive, Anguish, The Straitjacket Generation och Union Square. The Indecision Alarm spelar snabb, melodiös, punk/hardcore med personliga/politiska texter.

## Medlemmar
- Mikael Fritz - gitarr, sång (2006-)
- Geir Pedersen - bas, sång (2006-)
- Niklas Karlsson - gitarr (2006-)
- Mathias Andersson - trummor (2006-)

## Diskografi
- The Indecision Alarm (21 november 2006, CD-EP)
- The New Wind and the Second Wave (27 augusti 2007, Split-CD med Enemy Alliance)